# Karoliny

Nieoficjalna flaga Karolinów

Karoliny, Wyspy Karolińskie (ang. Caroline Islands) – rozległy archipelag w Mikronezji, położony w zachodniej części Oceanu Spokojnego, na północny wschód od Nowej Gwinei. Pod względem politycznym podzielony jest między dwa państwa: Sfederowane Stany Mikronezji (część wschodnia) i Republikę Palau (część zachodnia). Największą wyspą jest mikronezyjska Pohnpei, drugą co do wielkości jest Babeldaob w Palau. Większość wysp Karolinów to niskie, płaskie atole koralowe o niewielkiej części lądowej.

## Historia
Wyspy zamieszkują od tysięcy lat rdzenni Mikronezyjczycy. Na Pohnpei znajdują się ruiny miasta Nan Madol, którego budowa zaczęła się w VIII–IX w. n.e.
Pierwszym Europejczykiem, który dotarł do Karolinów był w 1527 portugalski odkrywca Diego da Rocha. Nadał im nazwę Sequeira. Później hiszpańscy żeglarze nadali im nazwę Nowe Filipiny. Ostatecznie nazwę Karoliny nadał mu w 1686 Francisco Lazeano na cześć hiszpańskiego króla Karola II.
W 1899 Hiszpanie sprzedali wyspy Niemcom. W 1914 zajęli je Japończycy, w 1920 otrzymali mandat do ich administracji od Ligi Narodów. Po II wojnie światowej jako terytorium powiernicze przeszły pod administrację amerykańską. W 1979 niepodległość uzyskała Federacja Mikronezji, a w 1994 – Palau.